# Ferraz de Vasconcelos
Ferraz de Vasconcelos város Brazíliában, São Paulo államban. Lakosainak száma 184 700 fő (2015. július 1.). Ferraz de Vasconcelos São Paulo, Mauá, Ribeirão Pires, Poá és Suzano községekkel határos.

## Népesség
A település népességének változása:
| Lakosok száma | 142 377 | 168 306 | 184 700 | 196 500 | 179 198 |
|               | 2000    | 2010    | 2015    | 2020    | 2022    |